# 鄧肯·霍奇
鄧肯·霍奇（英語：Duncan Hodge；1974年8月18日—）是一位已經退役的蘇格蘭橄欖球運動員。他現在擔任蘇格蘭國家橄欖球隊的助理教練。